# 2-Heksanol
2-Heksanol (heksan-2-ol) je alkohol koji sadrži šest ugljenika.  grupa je locirana na drugom atomu ugljeničnog lanca. Njegova hemijska formula je . Postoji niz drugih strukturnih izomera. 2-Heksanol sadrži hiralni center, te modu razdvojiti dava enantiomera.